# Gamma Hydri
Gamma Hydri (γ Hyi / HD 24512 / HR 1208) es una estrella de magnitud aparente +3,24 en la constelación austral de Hydrus, la tercera más brillante de la misma después de β Hydri y α Hydri.
En China, junto a otra estrellas adyacentes, formaba el asterismo llamado Foo Pih, de significado desconocido; dicho asterismo fue mencionado por Corali en su informe sobre las Nubes de Magallanes.
No debe confundirse esta estrella con Gamma Hydrae (γ Hya), en la constelación de Hydra.
Gamma Hydri es una gigante roja de tipo espectral M2III con una temperatura superficial de 3820 K. Situada a 214 años luz de distancia del sistema solar, tiene una luminosidad 655 veces mayor que la del Sol, la mayor parte de su radiación emitida en la región infrarroja del espectro. Su radio es 60 veces más grande que el radio solar, equivalente a 2/3 partes de la distancia existente entre Mercurio y el Sol.
El estado evolutivo de Gamma Hydri es incierto. Puede estar aumentando su brillo con un núcleo inerte de helio, puede haber iniciado la fusión de helio en carbono y oxígeno mientras disminuye en brillo, o puede estar aumentando en brillo una vez agotado el helio antes de desprenderse de sus capas exteriores para formar una enana blanca. Aunque las observaciones realizadas con el satélite Hipparcos sugieren que puede ser una estrella binaria, posteriores estudios no han podido confirmar dicha duplicidad.